# Unser Land
Unser Land és un partit polític regionalista alsacià creat el 2009. Va néixer de la fusió dels partits alsacians Unió del Poble Alsacià i Fer's Elsass.
És membre del Moviment de Regions i Pobles Solidaris de l'Aliança Lliure Europea.